# 小林由依
小林由依（日语：／ Kobayashi Yui */?，1999年10月23日—）是日本女藝人、歌手，為女子偶像團體櫻坂46前成員，埼玉縣出身，出生於群馬縣。同時是時尚雜誌《with》專屬和《andGIRL》的常規模特兒。2015年以櫸坂46一期生身分出道。2024年2月1日自櫻坂46畢業。

## 經歷
小學曾經在東京被星探挖掘，但沒有答應，她以此為契機，變得開始憧憬演艺界。被高中所交的朋友影響從而參加櫸坂46的徵選。
2015年8月21日，通過最後審查正式成為更名後的櫸坂46創團成員。
2016年4月6日，以櫸坂46首張單曲《沉默的多數》而正式出道。10月8日，於國立代代木競技場第一體育館舉行的「GirlsAward 2016 AUTUMN／WINTER」中首次在時裝展覽中登台。
2018年3月，從高中畢業。7月27日，成為時尚雜誌《with》的專屬模特兒。12月，櫸坂46出席的「第60回日本唱片大獎」、「第69回NHK紅白歌合戰」中代替暫停舞蹈表演活動的平手友梨奈擔任Center。
2019年3月13日，發行個人第一本寫真集《感情的構圖》（感情の構図），於英國倫敦拍攝。首週銷量為3萬本，並連續兩周取得Oricon公信榜書籍週榜寫真集部門第一位。累計發行量達11.5萬本。
2020年11月13日，電影《櫻》上映，當中扮演小松菜奈飾演的長谷川美貴的朋友大友薰，同時是小林首次出演電影。小林參加試鏡後而獲得演出的機會。
2021年9月9日，宣布暫停櫻坂46的活動並開始休養。同日，小林亦在部落格上表示暫停活動，但其部落格仍有更新。12月9日、10日於日本武道館舉辦的櫻坂46出道一周年演唱會「1st YEAR ANNIVERSARY LIVE」中正式回歸。
2022年10月4日，發行個人第二本寫真集《意外性》，於鹿兒島屋久島和橫濱拍攝，以2.7萬銷量取得Oricon公信榜書籍週榜寫真集部門的第一位及綜合部門第二位。10月23日，在23歲生日當天，開設個人Instagram帳號。
2023年3月7日，成為當日發行復刊號的時尚雜誌《andGIRL》的常規模特兒。11月29日，於櫻坂46官網的個人部落格中宣布將於隔年1月31日、2月1日舉行的畢業演唱會後，自櫻坂46畢業。12月25日發行的櫻坂46第7張單曲《承認欲求》的特別版，其中收錄了小林的第一首獨唱曲《即便你能夠說出再見…》（君がサヨナラ言えたって・・・）。

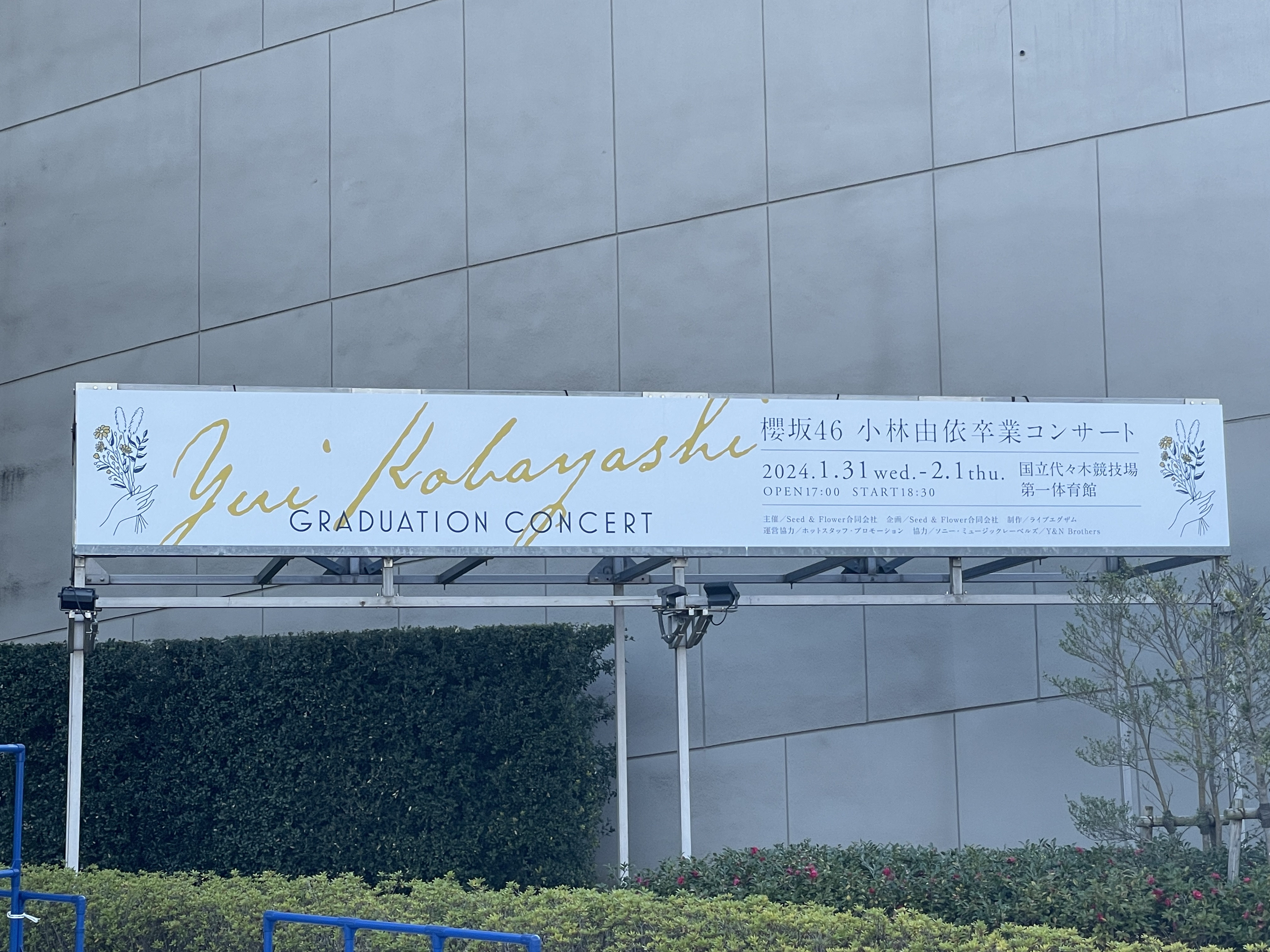
於國立代代木競技場第一體育館舉行的畢業演唱會（2024年1月31日）

2024年1月31日、2月1日，於國立代代木競技場第一體育館舉行畢業演唱會，正式從櫻坂46畢業。8月28日，開設官方X帳號和官方粉絲俱樂部。
2025年5月12日，宣布以「yousti」（ユースティー）名義作為個人歌手出道，並將於8月27日發行迷你專輯《yousti》。「yousti」這個詞是由「由依（yui）」與象徵「現實逃避」的鴕鳥（ostrich）結合而成的造語。同時也蘊含著對粉絲的訊息：「對『我（i）』而言，『你（you）』是『最（st）』重要的存在。」。

## 人物
小林的暱稱是Yuipon（ゆいぽん）。除父母外，她還有一个比自己年長4歲的姐姐。學生時代加入的吹奏樂部、輕音同好會皆是被姐姐影響而參加。反叛期時僅僅是被搭話就會生氣。休息日習慣宅在家裡懶散度過。
特技是演奏樂器，會木吉他、電吉他、薩克斯風、鋼琴。寶物是中學時代以中音薩克斯參加單人演奏大賽時所獲的季军獎杯。
由於受擔任學校合唱團指揮的姐姐影響，她在初一至初三時一直擔任合唱團指揮，更連續3年獲得最優秀指揮者獎。
個人喜好方面，愛吃巧克力，喜歡手機遊戲，會在洗澡的時候唱歌。

## 音樂作品
- 標註「★」符號表示該首歌曲有拍攝MV。

### 單曲
櫸坂46
|     | 發行日期       | 單曲名稱         | 參與歌曲名稱     | MV | 備註                    |
| --- | -------------- | ---------------- | ---------------- | -- | ----------------------- |
| 1st | 2016年04月06日 | 沉默的多數       | 沉默的多數       | ★  | 出道作品                |
| 1st | 2016年04月06日 | 沉默的多數       | 牽手回家吧       | ★  |                         |
| 1st | 2016年04月06日 | 沉默的多數       | 沒有你           |    |                         |
| 1st | 2016年04月06日 | 沉默的多數       | 澀谷川           | ★  | 與今泉佑唯合唱          |
| 1st | 2016年04月06日 | 沉默的多數       | 沒能趕上的巴士   |    |                         |
| 2nd | 2016年08月10日 | 世界上只有愛     | 世界上只有愛     | ★  |                         |
| 2nd | 2016年08月10日 | 世界上只有愛     | 談談未來吧…      | ★  |                         |
| 2nd | 2016年08月10日 | 世界上只有愛     | 巴布狄倫不再歸來 |    | 與今泉佑唯合唱          |
| 3rd | 2016年11月30日 | 兩人季節         | 兩人季節         | ★  |                         |
| 3rd | 2016年11月30日 | 兩人季節         | 大人都不相信     | ★  |                         |
| 3rd | 2016年11月30日 | 兩人季節         | 制服與太陽       | ★  |                         |
| 3rd | 2016年11月30日 | 兩人季節         | 夕陽1/3          |    |                         |
| 4th | 2017年04月05日 | 不協和音         | 不協和音         | ★  |                         |
| 4th | 2017年04月05日 | 不協和音         | W-KEYAKIZAKA之詩 | ★  | 櫸&平假名櫸坂組         |
| 4th | 2017年04月05日 | 不協和音         | 獨特自我         |    |                         |
| 4th | 2017年04月05日 | 不協和音         | 調音             | ★  | 與今泉佑唯合唱          |
| 5th | 2017年10月25日 | 就算風吹         | 就算風吹         | ★  |                         |
| 5th | 2017年10月25日 | 就算風吹         | 避雷針           | ★  |                         |
| 6th | 2018年03月07日 | 打破玻璃！       | 打破玻璃！       | ★  |                         |
| 6th | 2018年03月07日 | 打破玻璃！       | 該回去森林了吧？ | ★  |                         |
| 6th | 2018年03月07日 | 打破玻璃！       | 發條之夢         | ★  |                         |
| 7th | 2018年08月15日 | 矛盾心理         | 矛盾心理         | ★  |                         |
| 7th | 2018年08月15日 | 矛盾心理         | Student Dance    | ★  |                         |
| 7th | 2018年08月15日 | 矛盾心理         | I'm out          |    |                         |
| 7th | 2018年08月15日 | 矛盾心理         | 302號房          | ★  | 線香姐妹 與土生瑞穗合唱 |
| 8th | 2019年02月27日 | 黑羊             | 黑羊             | ★  |                         |
| 8th | 2019年02月27日 | 黑羊             | Nobody           | ★  |                         |
| -   | 2020年8月21日  | 誰來鳴響那鐘聲？ | 誰來鳴響那鐘聲？ | ★  | 數字單曲                |

櫻坂46
|     | 發行日期                 | 單曲名稱       | 參與歌曲名稱           | MV | 備註       |
| --- | ------------------------ | -------------- | ---------------------- | -- | ---------- |
| 1st | 2020年12月09日           | Nobody's fault | Nobody's fault         | ★  | 櫻8        |
| 1st | 2020年12月09日           | Nobody's fault | 為什麼我沒有墜入愛河？ | ★  |            |
| 1st | 2020年12月09日           | Nobody's fault | 半信半疑               |    |            |
| 1st | 2020年12月09日           | Nobody's fault | Plastic regret         |    |            |
| 1st | 2020年12月09日           | Nobody's fault | 乘坐末班地鐵           |    |            |
| 1st | 2020年12月09日           | Nobody's fault | Buddies                | ★  |            |
| 1st | 2020年12月09日           | Nobody's fault | Blue Moon Kiss         |    |            |
| 2nd | 2021年04月14日           | BAN            | BAN                    | ★  | 櫻8        |
| 2nd | 2021年04月14日           | BAN            | 偶然的回答             | ★  |            |
| 2nd | 2021年04月14日           | BAN            | 比我想像中更不寂寞     | ★  |            |
| 2nd | 2021年04月14日           | BAN            | 你與我與待洗衣物       |    |            |
| 2nd | 2021年04月14日           | BAN            | Microscope             |    |            |
| 2nd | 2021年04月14日           | BAN            | 那就是愛啊             |    |            |
| 2nd | 2021年04月14日           | BAN            | 櫻坂之詩               |    |            |
| 3rd | 2021年10月13日           | 流彈           | 流彈                   | ★  | 櫻8        |
| 3rd | 2021年10月13日           | 流彈           | Dead end               | ★  |            |
| 3rd | 2021年10月13日           | 流彈           | 無言的宇宙             | ★  |            |
| 3rd | 2021年10月13日           | 流彈           | 美麗Nervous            |    |            |
| 3rd | 2021年10月13日           | 流彈           | 牙買加啤酒             |    | Center     |
| 4th | 2022年04月06日           | 五月雨啊       | 五月雨啊               | ★  | 櫻8        |
| 4th | 2022年04月06日           | 五月雨啊       | 我的兩難               | ★  |            |
| 4th | 2022年04月06日           | 五月雨啊       | 斷絕                   |    |            |
| 4th | 2022年04月06日           | 五月雨啊       | 行車間距               | ★  |            |
| 4th | 2022年04月06日           | 五月雨啊       | 戀愛滅絕之日           |    |            |
| 5th | 2023年02月15日           | 櫻月           | 櫻月                   | ★  | 櫻8        |
| 5th | 2023年02月15日           | 櫻月           | Cool                   | ★  |            |
| 5th | 2023年02月15日           | 櫻月           | 或許是真實             |    |            |
| 5th | 2023年02月15日           | 櫻月           | 靈魂的Liar             |    |            |
| 5th | 2023年02月15日           | 櫻月           | 直到那一天             | ★  |            |
| 6th | 2023年06月28日           | Start over!    | Start over!            | ★  | 選拔       |
| 6th | 2023年06月28日           | Start over!    | 風的聲音               |    |            |
| 6th | 2023年06月28日           | Start over!    | 一瞬之馬               |    |            |
| 6th | 2023年06月28日           | Start over!    | 無人機盤旋中           | ★  |            |
| 7th | 2023年10月18日           | 承認欲求       | 承認欲求               | ★  | 選拔       |
| 7th | 2023年10月18日           | 承認欲求       | 縫隙風啊               | ★  | Center     |
| 7th | 2023年10月18日           | 承認欲求       | 我們的 La vie en rose  |    |            |
| 7th | 2023年10月18日           | 承認欲求       | 井蓋之上               |    |            |
| 7th | 2023年12月25日（特別版） | 承認欲求       | 即便你能夠說出再見…    | ★  | 畢業獨唱曲 |

其他
| 發行日期      | 單曲名稱       | 參與歌曲名稱 | MV | 備註    |
| ------------- | -------------- | ------------ | -- | ------- |
| 2018年3月14日 | Ja-Ba-Ja       | 無國境時代   | ★  | 坂道AKB |
| 2019年3月13日 | 回憶上心頭DAYS | 必然性       |    | IZ4648  |
| 2019年3月13日 | 回憶上心頭DAYS | 初戀之門     | ★  | 坂道AKB |

### 專輯
櫸坂46
|        | 發行日期        | 專輯名稱                                   | 參與歌曲名稱             | 備註            |
| ------ | --------------- | ------------------------------------------ | ------------------------ | --------------- |
| 01st   | 2017年07月019日 | 抹黑純真                                   | 星期一的早晨，裙子被剪了 |                 |
| 01st   | 2017年07月019日 | 抹黑純真                                   | 從哪能看見東京鐵塔？     |                 |
| 01st   | 2017年07月019日 | 抹黑純真                                   | 太陽不會選擇抬頭的人     | 櫸&平假名櫸坂46 |
| 01st   | 2017年07月019日 | 抹黑純真                                   | 危險計劃                 |                 |
| 01st   | 2017年07月019日 | 抹黑純真                                   | 你已不在                 |                 |
| 01st   | 2017年07月019日 | 抹黑純真                                   | 只有一行的航空信         | 與今泉佑唯合唱  |
| 01st   | 2017年07月019日 | 抹黑純真                                   | AM1:27                   |                 |
| 精選輯 | 2020年010月7日  | 比永遠更長的一瞬間～那時確實存在過的我們～ | 跳進十月的泳池           |                 |
| 精選輯 | 2020年010月7日  | 比永遠更長的一瞬間～那時確實存在過的我們～ | 砂塵                     |                 |

櫻坂46
|      | 發行日期       | 專輯名稱     | 參與歌曲名稱     | 備註 |
| ---- | -------------- | ------------ | ---------------- | ---- |
| 01st | 2022年08月03日 | As you know? | 摩擦係數         |      |
| 01st | 2022年08月03日 | As you know? | 因條件反射而哭泣 |      |
| 01st | 2022年08月03日 | As you know? | 時光機Yeah!      |      |

## 演出

### 電視劇
- 誰殺了德山大五郎？（2016年7月17日－10月2日，東京電視台）：飾演 小林由依[52][53][54]
- 殘酷的觀眾們（2017年5月18日－7月20日，日本電視台）：飾演 小柳郁美[55]
- 女高中生的虛度日常（2020年2月7日－3月6日，朝日電視台）：飾演 染谷莉莉[56]
- 無邊無界（2021年3月7日－5月9日，光TV）：飾演 市原琴音[57]
- Actress（2023年4月14日－6月2日，Lemino）：飾演 市原琴音[58][59]

### 電影
- 櫻（2020年11月13日上映，松竹）：飾演 大友薫[60][61]

### 舞台劇
- 殘美（2018年11月16日－25日，東京巨蛋城表演廳）：飾演 一色彩菜（TEAM RED）[62]
- 戰國英豪（2023年7月28日－8月13日，東京：明治座／8月24日－27日，大阪：新歌舞伎座）：飾演 雪姫（女主角）[63][64]

### 遊戲
- 少女神樂〜殘美的安魂曲〜（2019年5月15日－，gumi（日语：gumi））：飾演 一色彩菜[65]

### 廣告
- 永谷園
  - お茶づけ海苔 私の朝ごはん 目玉焼き編（2019年3月28日－）[66][67]
  - 梅干茶づけ すっぱい篇（2019年6月16日－）[68]
- 音樂遊戲程式 UNI'S ON AIR「櫸坂46 激動的5年間」篇（2020年9月25日－，曉數碼）[69][70]

### 網絡節目
- 櫸坂46今泉佑唯、小林由依的Yui醬s SHOWROOM（2018年3月3日，SHOWROOM）[71]
- 櫸坂46小林由依1st寫真集《感情的構圖》發售紀念SP（2019年3月14日，SHOWROOM）[72]
- 櫻坂46小林由依2nd寫真集《意外性》發售紀念SP（2022年9月－10月，SHOWROOM）[73]

### 活動
- GirlsAward
  - GirlsAward 2016 AUTUMN／WINTER（2016年10月8日，國立代代木競技場第一體育館）[9]
  - GirlsAward 2017 SPRING／SUMMER（2017年5月3日，國立代代木競技場第一體育館）[74]
  - GirlsAward 2017 AUTUMN／WINTER（2017年9月16日，幕張展覽館）[75]
  - GirlsAward 2018 SPRING／SUMMER（2018年5月19日，幕張展覽館）[76]
  - GirlsAward 2018 AUTUMN／WINTER（2018年9月16日，幕張展覽館）[77]
  - Rakuten GirlsAward 2019 SPRING／SUMMER（2019年5月18日，幕張展覽館）[78]
  - Rakuten GirlsAward 2019 AUTUMN／WINTER（2019年9月28日，幕張展覽館）- Samantha Vega[79]
  - Tokyo Virtual Runway Live by GirlsAward vol.1（2020年6月27日，ABEMA獨家直播）[80][81]
  - Rakuten GirlsAward 2022 AUTUMN／WINTER（2022年10月8日，幕張展覽館）[82]
  - Rakuten GirlsAward 2023 SPRING／SUMMER（2023年5月4日，國立代代木競技場第一體育館）[83]
  - Rakuten GirlsAward 2023 AUTUMN／WINTER（2023年9月30日，幕張展覽館）[84]
  - Rakuten GirlsAward 2024 AUTUMN／WINTER（2024年10月19日，幕張展覽館）[85]
  - Rakuten GirlsAward 2025 SPRING/SUMMER（2025年5月3日，國立代代木競技場第一体育館）[86]
- 東京女孩展演
  - Mynavi presents 第26回 Tokyo Girls Collection 2018 SPRING／SUMMER（2018年3月31日，橫濱體育館）[87]
  - TGC KITAKYUSHU by TOKYO GIRLS COLLECTION（2018年10月6日，西日本綜合展示場 新館）[88]
  - SDGs推進 TGC 靜岡 2019 by TOKYO GIRLS COLLECTION（2019年1月12日，Twin Messe靜岡）[89]
  - Mynavi presents 第28回 Tokyo Girls Collection 2019 SPRING／SUMMER（2019年3月30日，橫濱體育館）- LAGUA GEM[90]
  - TGC KUMAMOTO 2019 by TOKYO GIRLS COLLECTION（2019年4月20日，Grand Messe熊本）[91]
  - TGC TOYAMA 2019 by TOKYO GIRLS COLLECTION（2019年7月27日，富山市綜合體育館）[92]
  - Mynavi presents 第29回 Tokyo Girls Collection 2019 AUTUMN／WINTER（2019年9月7日，埼玉超級體育館）[93]
  - SDGs推進 TGC 靜岡 2020 by TOKYO GIRLS COLLECTION（2020年1月11日，Twin Messe靜岡）- R4G[94]
  - 第30回 Mynavi Tokyo Girls Collection 2020 SPRING／SUMMER（2020年2月29日，國立代代木競技場第一体育館）[95]
  - 第31回 Mynavi presents Tokyo Girls Collection 2020 AUTUMN／WINTER ONLINE（2020年9月5日，埼玉超級競技場）[96]
  - 第32回 Mynavi Tokyo Girls Collection 2021 SPRING／SUMMER（2021年2月28日，國立代代木競技場第一体育館）[97]
  - 第33回 Mynavi Tokyo Girls Collection 2021 AUTUMN／WINTER（2021年9月4日，埼玉超級競技場）- X-girl[98]
  - 第34回 Mynavi Tokyo Girls Collection 2022 SPRING／SUMMER（2022年3月21日，国立代代木競技場第一体育館）[99]
  - 第35回 Mynavi Tokyo Girls Collection 2022 AUTUMN／WINTER（2022年9月3日，埼玉超級競技場）[100]
  - TGC KITAKYUSHU 2022 by TOKYO GIRLS COLLECTION（2022年11月19日，西日本綜合展示場 新館）[101]
  - SDGs推進 TGC 靜岡 2023 by TOKYO GIRLS COLLECTION（2023年1月14日，Twin Messe靜岡 北館）[102]
  - oomiya presents TGC WAKAYAMA 2023 by TOKYO GIRLS COLLECTION（2023年2月11日，和歌山大鯨）[103]
  - 第36回 Mynavi Tokyo Girls Collection 2023 SPRING／SUMMER（2023年3月4日，國立代代木競技場第一體育館）[104]
  - 第37回 Mynavi Tokyo Girls Collection 2023 AUTUMN／WINTER（2023年9月2日，埼玉超級競技場）[105]
  - 第39回 Mynavi Tokyo Girls Collection 2024 AUTUMN／WINTER（2024年9月7日，埼玉超級競技場）[106]
  - 第40回 Mynavi 東京女孩展演 2025 SPRING/SUMMER（2025年3月1日，國立代代木競技場第一体育館）[107]

## 書籍

### 寫真集
- 感情的構圖（感情の構図；2019年3月13日，KADOKAWA）[108]
- 意外性（2022年10月4日，講談社）[109][110]

### 雜誌連載
- with（日语：with (雑誌)）（2018年7月27日－，講談社）- 專屬模特兒[111]
- andGIRL（2023年3月7日－，DONUTS、主婦之友社）- 常規模特兒[5]

## 外部連結
- 小林由依官方網站（日語）
- Sony Music個人介紹頁（日語）
- 小林由依官方FC （页面存档备份，存于）（日語）
- 小林由依的Instagram帳戶（2022年10月23日－）（日語）
- 小林由依及其團隊的X（前Twitter）（2024年8月28日－）（日語）
- yousti的Instagram帳戶（日語）
- yousti的TikTok（日語）

櫸板46/櫻坂46時期
- 櫸坂46個人介紹頁（日語）
- 櫻坂46個人介紹頁（日語）
- 小林由依 官方部落格（页面存档备份，存于） - 櫸坂46官方網站（2015年11月13日－2020年10月12日）（日語）
- 小林由依 官方部落格 - 櫻坂46官方網站（2020年10月18日－2024年2月29日）（日語）
- 小林 由依（櫻坂46）的SHOWROOM專頁（页面存档备份，存于）（日語）
- 小林由依1st寫真集《感情的構圖》公式的X（前Twitter）（2019年1月8日－）（日語）
- 櫻坂46小林由依2nd写真集【公式】的X（前Twitter）（2022年8月10日－）（日語）